# Faina Ranevskaja
Faina Georgievna Ranevskaja, in russo Фаина Георгиевна Раневская? , nata Fanni Girševna Fel'dman, in russo Фанни Гиршевна Фельдман? (Taganrog, 27 agosto 1896 – Mosca, 19 luglio 1984), è stata un'attrice sovietica.
Insignita di tre Premi Stalin, di un Ordine di Lenin e di numerose altre onorificenze, ha ricevuto il titolo di Artista del Popolo dell'Unione Sovietica nel 1961.

## Biografia
Nata in una facoltosa famiglia ebraica, studiò al ginnasio femminile di Taganrog e al tempo stesso, a casa, studiò musica, canto e lingue straniere. Nel 1915 si trasferì a Mosca, dove conobbe Marina Cvetaeva, Osip Mandel'štam, Vladimir Majakovskij e Vasilij Kačalov, scelse come nome d'arte il cognome della protagonista del Giardino dei ciliegi di Anton Čechov e iniziò a lavorare in numerosi teatri. Nel secondo dopoguerra si legò infine al Teatro del Mossovet, dove recitò per trent'anni, nonostante i frequenti conflitti con il direttore artistico Jurij Zavadskij.
Numerose furono anche le sue apparizioni al cinema, a partire dal ruolo di madame Loiseau nel film del 1934 Pyška di Michail Romm. Recitò, tra l'altro, in Primavera di Grigorij Aleksandrov (1947) e prestò la propria caratteristica voce bassa al doppiaggio del film d'animazione Karlson vernulsja (1970).
È ricordata anche per i suoi molti aforismi, alcuni dei quali divenuti comuni modi di dire della lingua russa.